# Bus del Barri

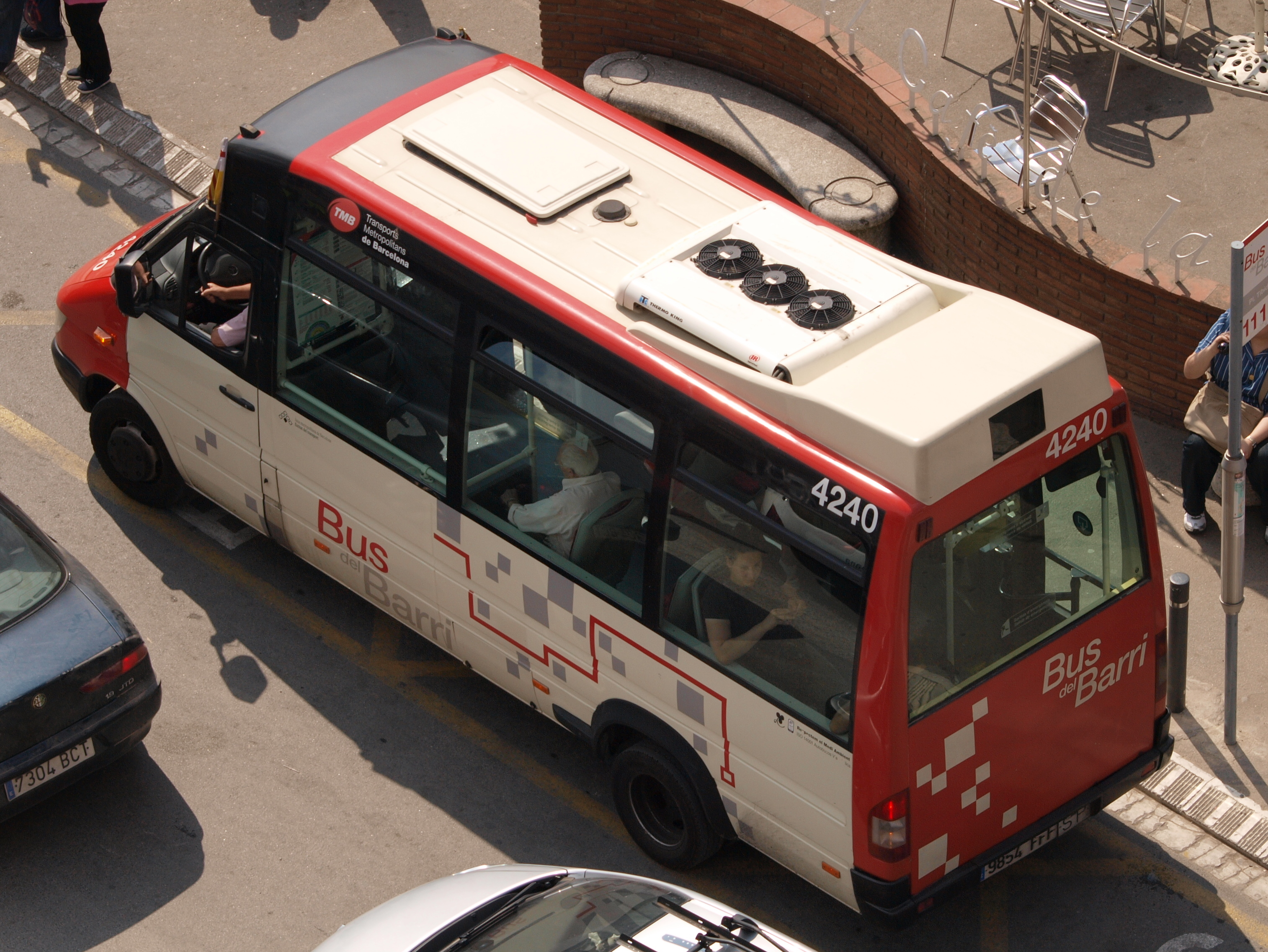
Bus del Barri de TMB

El Bus del Barri són autobusos de mida petita amb capacitat per a unes 20 persones, fan trajectes de curt recorregut, fet que possibilita l'accés a diversos llocs del barri: l'àrea comercial, els serveis assistencials i sanitaris, les escoles i altres equipaments existents a la zona, a més tenen connexió amb la xarxa bàsica de transport públic. Així, aquests barris també estan comunicats amb el centre i amb altres barris de la ciutat.
Les seves característiques tècniques i de confort són les dels moderns vehicles que circulen per la ciutat, amb aire condicionat i espai reservat per a passatgers amb cadira de rodes i plataforma d'entrada a la porta davantera, per facilitar l'accés a persones amb mobilitat reduïda.

## Història
El Bus del Barri de Barcelona es va crear per donar servei en aquells barris als quals, per les seves especials característiques urbanístiques (carrers estrets i sinuosos) o orogràfiques, els autobusos regulars no podien accedir. El funcionament d'aquestes línies a la ciutat de Barcelona es va iniciar amb la prova pilot que durant els primers mesos de l'any 1998 es va realitzar amb un microbús d'una empresa privada que unia l'avinguda del Jordà i el barri de Sant Genís. De seguida es va veure que era una bona idea aquest tipus de serveis curts, i al març del mateix any es va inaugurar la primera línia del Bus del Barri, la 211, que anava de Vallvidrera al Tibidabo i era servida per un microbús. De la prova pilot de la línia av. Jordà-Sant Genís va néixer la següent línia del Bus del Barri, la 212. Aquest mateix any es va inaugurar el servei de la línia 215 (Bordeta).
El 1999 es va inaugurar la línia 213 (Joan XXIII). El 2000 es van inaugurar les línies 214 (Can Baró), 216 (la Salut), 217 (el Guinardó), 218 (les Planes), 219 (la Teixonera), 220 (el Raval) i la 221 (el Poble-sec), conformant un total d'11 línies.
Durant l'any 2000 aquestes línies van ser utilitzades per més d'1.300.000 viatgers, i la previsió per a l'any 2001 és que les fessin servir més de 2.000.000 de persones, cosa que dona una idea de la bona acceptació que van tenir i tenen entre els ciutadans. Concretament, de les 11 línies de Bus del Barri en funcionament, les més utilitzades durant l'any 2000 van ser la línia 212 (Sant Genís), amb 494.534 viatgers, i la 214 (Can Baró) i la 215 (la Bordeta), amb 232.145 i 230.913 viatgers respectivament.
A mitjans de la dècada del 2010 es va canviar el número de les línies, que de començar per 2 van passar a començar per 1, i es van crear les línies 122, 123, 124, 125, 126, 127, 128, 129, 130, 131 i 132. L'any 2012, però, es va eliminar el servei de diumenges i festius de totes les línies de Bus del Barri, amb excepció de la 111 i la 116, servei que va ser reprès l'any 2016.